# Attentat du 22 février 2009 au Caire
L'attentat du 22 février 2009 au Caire est un attentat à la bombe qui a eu lieu sur la place de la mosquée Al-Hussein, près du souk Khân al-Khalili. Une jeune fille est décédée à l'hôpital, et vingt-cinq personnes ont été blessées.

## Déroulement
À 18 h 50, une bombe artisanale placée sous un banc en marbre explose près d'un groupe de jeunes touristes français, rassemblés sur la place de la mosquée Al-Hussein. Une jeune fille de 17 ans est tuée et vingt-cinq personnes sont blessées, dont trois grièvement. Un second engin explosif est désamorcé par des artificiers de la police égyptienne,. 

## Victimes
Cécile Vannier, âgée de 17 ans, meurt peu de temps après l'explosion. Elle faisait partie d'un groupe de cinquante-quatre jeunes français originaires de Levallois-Perret, dans les Hauts-de-Seine. Camille Quellin, amie de Cécile Vannier, met fin à ses jours en mai 2018 à la suite des séquelles de l'attentat.  
Vingt-cinq personnes sont blessées, dont dix-sept adolescents français du même groupe (Camille y compris), quatre Égyptiens, trois Saoudiens, et un Allemand,. 

## Enquête
En mai 2009, sept personnes soupçonnées d'appartenir à une cellule d'Al-Qaïda sont arrêtées par les autorités égyptiennes,. Un an plus tard, la justice ordonne la libération de sept des personnes arrêtées après l'attentat.
En raison de leur implication dans un projet d'attentat au Bataclan en 2009, découvert au cours de l'enquête, plusieurs suspects apparaissent dans la procédure liée aux attentats du 13 novembre 2015 en France. C'est le cas de Farouk Ben Abbes, proche des frères Clain, et Dude Hoxha, respectivement expulsés en Belgique et en France après leur libération en 2010,. 
En 2022, la mort de Cécile Vannier reste sans coupable, malgré 13 années de procédures et le travail de cinq juges successifs,. 